# People's Choice Awards 1986
La 12ª edizione dei People's Choice Awards, presentata da John Denver, si è svolta il 13 marzo 1986 ed è stata trasmessa dalla CBS.
In seguito sono elencate le categorie. Il relativo vincitore è stato indicato in grassetto.

## Cinema

### Film preferito
- Ritorno al futuro (Back to the Future), regia di Robert Zemeckis
- Rambo 2 - La vendetta (Rambo: First Blood Part II), regia di George Pan Cosmatos
- Rocky IV, regia di Sylvester Stallone

### Attore cinematografico preferito
- Sylvester Stallone
- Clint Eastwood
- Michael J. Fox

### Attrice cinematografica preferita
- Meryl Streep
- Sally Field
- Kathleen Turner

## Televisione

### Serie televisiva drammatica preferita
- Dynasty
- Miami Vice
- I Colby (The Colbys)

### Serie televisiva commedia preferita
- I Robinson (The Cosby Show)

### Nuova serie televisiva drammatica preferita
- I Colby (The Colbys)

### Nuova serie televisiva commedia preferita
- Cuori senza età (The Golden Girls)

### Attore televisivo preferito
- Bill Cosby – I Robinson (The Cosby Show)
- William Daniels – Supercar (Knight Rider)
- John Forsythe – Dynasty
- Michael J. Fox – Casa Keaton (Family Ties)
- Bruce Willis – Moonlighting

### Attrice televisiva preferita
- Linda Evans – Dynasty
- Joan Collins – Dynasty
- Phylicia Rashād – I Robinson (The Cosby Show)

### Attore preferito in una nuova serie televisiva
- Bruce Willis – Moonlighting

### Attrice preferita in una nuova serie televisiva
- Cybill Shepherd – Moonlighting
- Bea Arthur – Cuori senza età (The Golden Girls)
- Mary Tyler Moore – Mary

### Giovane interprete televisivo/a preferito/a
- Emmanuel Lewis
- Gary Coleman
- Rick Schroder

## Musica

### Artista maschile preferito
- Bruce Springsteen

### Artista femminile preferita
- Barbara Mandrell
- Cyndi Lauper
- Madonna

### Artista country preferito/a
- Kenny Rogers

### Artista di musica classica preferito/a
- Luciano Pavarotti
- Plácido Domingo
- Itzhak Perlman

### Canzone preferita
- We Are the World (USA for Africa), musica e testo di Michael Jackson e Lionel Richie

## Altri premi

### Intrattenitore preferito
- Bill Cosby
- Kenny Rogers
- Sylvester Stallone

### Intrattenitrice preferita
- Barbara Mandrell
- Meryl Streep
- Barbra Streisand